# هرچه بالا هست، پایین نیز هست
هرچه بالا هست، پایین نیز هست (انگلیسی: As Above, So Below) فیلمی آمریکایی در ژانر ترسناک به نویسندگی و کارگردانی جان اریک داودل است که در سال ۲۰۱۴ منتشر شد و در مورد یافتن سنگ کیمیا و جاودانگی درون دخمه مردگان پاریس می‌باشد.